# Santa Maria Navarrese
Santa Maria Navarrese település Olaszországban, Szardínia régióban, Ogliastra megyében. 

## Népesség
A település lakossága az elmúlt években az alábbi módon változott: